# رولز رويس ترنت 900
رولز رويس ترنت 900 هو محرك محرك توربيني مروحي نفاث، طور من المحرك رولز رويس أر بي 211، ويعد واحدا من عائلة محركات ترنت. من صنع شركة رولز رويس بي إل سي البريطانية.

## التطبيقات
- إيرباص إيه 380

## الطرازات
- محرك ترينت طراز: 970بي-84 (970B- 84)، بقوة دفع تبلغ 78304 رطل (348.31 كيلو نيوتن). قيد الاستخدام على طائرات إيرباص إيه 380-841 (A380-841) من قبل الخطوط الجوية السنغافورية، ولوفتهانزا، وطيران جنوب الصين والخطوط الجوية الماليزية.
- محرك ترينت طراز: 972بي-84 (972B- 84)، بقوة دفع تبلغ 80213 رطل (356.81 كيلو نيوتن). البديل الأعلى قوة من طراز 970، قيد الاستخدام على طائرات إيرباص إيه 380-842 (A380-842) من قبل شركة كانتاس.
- محرك ترينت طراز:977بي-84 (977B- 84)، بقوة دفع تبلغ 83835 رطل (372.92 كيلو نيوتن). المحرك البديل لإيرباص إيه 380-843إف (A380-843F) .
- محرك ترينت طراز: 980-84 (980- 84)، بقوة دفع تبلغ 84098 رطل (374.09 كيلو نيوتن). البديل الأعلى قوة لإيرباص إيه 380-941 (A380-941).[1]

## المواصفات

### الخصائص العامة
- نوع: محرك مروحي ذو ثلاثة أعمدة، مع نسبة التفافية عالية تقدر ب(8,7-8,5)
- طول: 4.55 متر (179 بوصة)
- قطر: 2.94 متر (116 بوصة) طرف المروحة
- الوزن الجاف: 6,271 كجم (13825 رطل)

### مكونات
- ضاغط: مروحة من مرحلة واحدة، ضاغط ضغط متوسط من ثمانية مراحل، ضاغط الضغط العالي من ستة مراحل
- الاحتراق : احتراق مبطن بالسراميك
- التوربين : شاحن توربيني للضغط العالي من مرحلة واحدة، شاحن توربيني للضغط الممخفض من مرحلة واحدة، شاحن توربيني للضغط المتوسط من خمس مراحل

### أداء
- أقصى قوة الدفع :
- نسبة الضغط الكلي : 37-39
- تجاوز نسبة : 7.6:1
- محددة استهلاك الوقود : 0,54 رطل / رطل ساعة (في سرعة العبور)
- نسبة قوة الدفع إلى الوزن : 4,93-5,63 (على افتراض 14190 رطل (6,440 كلغ) وزن المحرك ومصدقة إلى 70,000-80,000 رطل أو 310-360 كيلو نيوتن من قوة الدفع)

## قوائم ذات صلة
- قائمة محركات الطائرات

## وصلات خارجية
- رولز رويس بي إل سي - ترينت 900
- ورقة بيانات وشهادة (FAA) لمحرك ترينت 970 نسخة محفوظة 29 سبتمبر 2018 على موقع واي باك مشين.